# Margaret Kerry

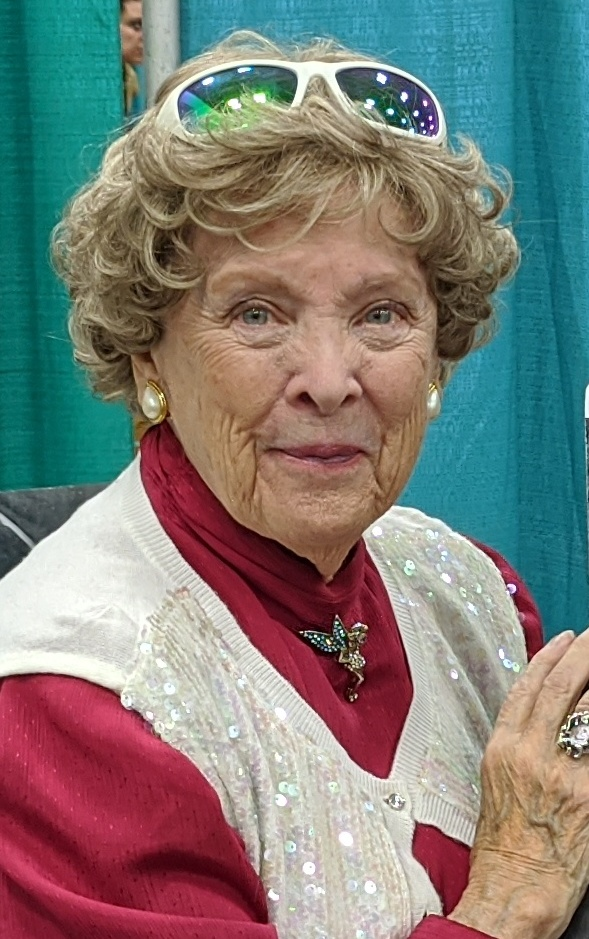
Margaret Kerry (2019)

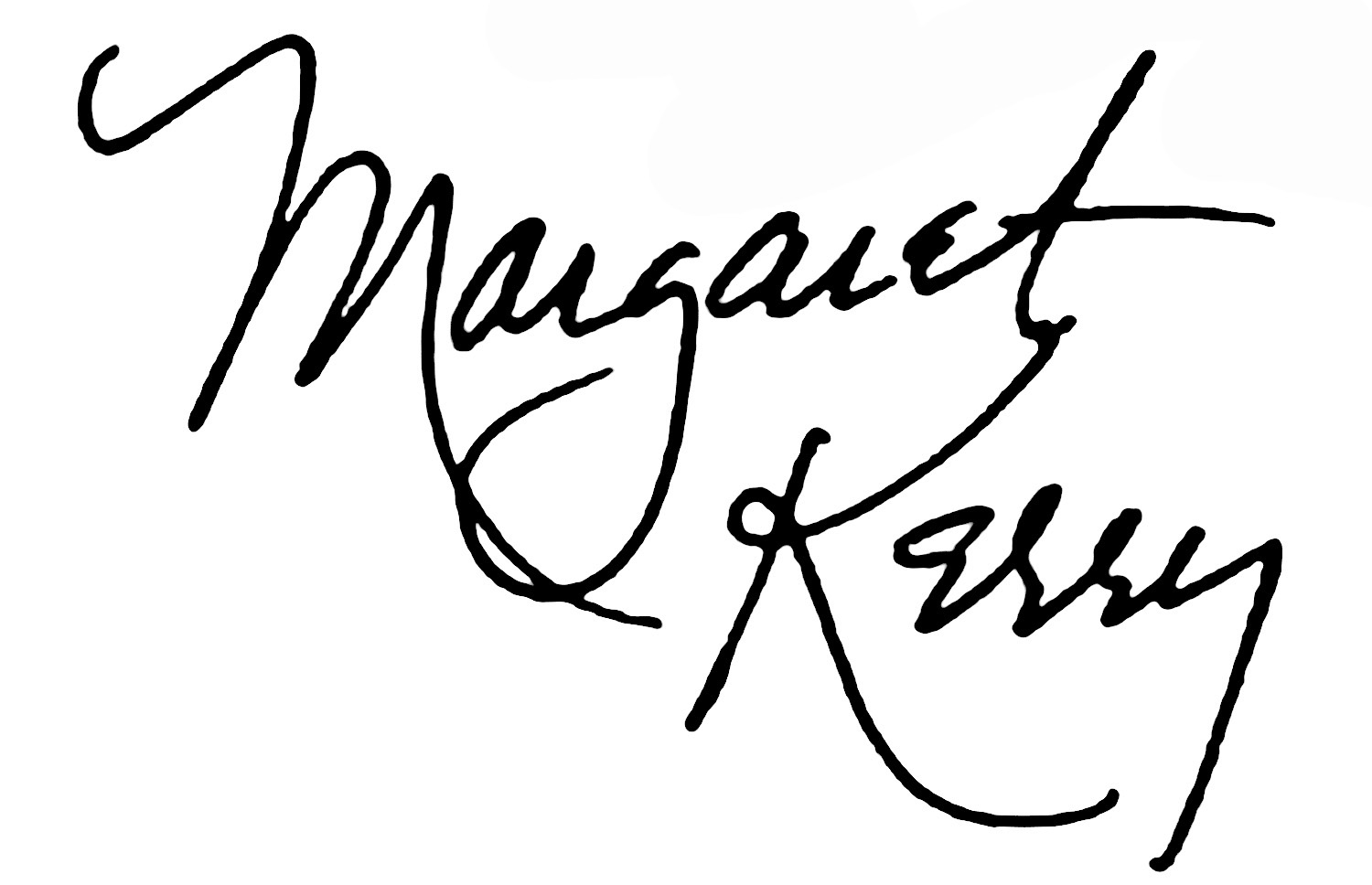

Margaret Kerry (* 11. Mai 1929 in Los Angeles, Kalifornien als Peggy Lynch) ist eine US-amerikanische Schauspielerin, Tänzerin, Synchronsprecherin und Radiomoderatorin. Bekannt wurde sie als Bewegungsmodell für Tinkerbell in der Disney-Verfilmung von Peter Pan aus dem Jahr 1953.

## Leben
Margaret Kerry wurde 1929 als Peggy Lynch in Los Angeles geboren. Sie trat unter ihrem wirklichen Namen als Schauspielerin und Tänzerin in drei Die kleinen Strolche-Filmen auf, ehe sie von Eddie Cantor entdeckt wurde und die Rolle seiner Tochter in dem Film If You Knew Susie übernahm. Cantor war der Ansicht, dass Lynch einen für das Showgeschäft geeigneteren Namen bräuchte, weshalb sie sich fortan Margaret Kerry nannte.
Ihre erste Filmrolle erhielt Kerry 1935 in dem Kurzfilm Teacher’s Beau. 1938 spielte sie eine nicht im Abspann genannte Rolle in Toms Abenteuer. Ihren ersten größeren Filmauftritt erhielt sie 1948 als Marjorie Parker in If You Knew Susie. Später wirkte Kerry zudem in mehreren Fernsehshows und Sitcoms mit, darunter in The Ruggles, The Lone Ranger sowie in zwei Folgen der Andy Griffith Show. Sie betätigte sich außerdem als Synchronsprecherin für verschiedene Zeichentrickserien.
Bei einem von Marc Davis geleiteten Casting für den neuen Disney-Film Peter Pan wurde Kerry als Bewegungsmodell für Tinkerbell engagiert. Hierbei ahmte sie kostümiert auf einer Bühne die Bewegungen der Figur vor, die dann fotografiert und gefilmt wurden. Diese konnten so später in die Animation Tinkerbells eingearbeitet werden, um realistischer zu wirken. Sie synchronisierte außerdem die rothaarige Meerjungfrau in der Lagunen-Szene desselben Films.
Seit 1992 ist Kerry die Produzentin und Moderatorin der Radiosendung What's Up Weekly der christlichen Radiostation KKLA-FM in Los Angeles. Sie tritt außerdem gelegentlich auf Filmfestivals auf und gibt Interviews über ihre Arbeit mit Disney. Im Jahr 2016 veröffentlichte Kerry ihre Autobiographie Tinker Bell Talks: Tales of a Pixie Dusted Life.
Margaret Kerry war dreimal verheiratet: Von 1951 bis zur Scheidung im Jahr 1984 mit Dick Brown und von 1987 bis zu dessen Tod im Jahr 1999 mit John H. Wilcox. Aus der Ehe mit Brown stammen drei Kinder. Im Februar 2020 heiratete die zu diesem Zeitpunkt 90 Jahre alte Kerry den 94-jährigen Weltkriegsveteran Robert Boeke. Das Paar hatte sich in den 1940er Jahren kennengelernt, ehe der Kontakt abbrach. Durch die E-Mail eines Bekannten kam es mehr als 70 Jahre später 2019 zu einem erneuten Treffen. Kerry, die zuvor in Kalifornien lebte, zog mit ihrem Ehemann nach der Hochzeit nach Sarasota.

## Filmografie (Auswahl)
- 1935: Teacher’s Beau (Kurzfilm)
- 1938: Toms Abenteuer (The Adventures of Tom Sawyer)
- 1948: If You Knew Susie
- 1948: Rebellion im grauen Haus (Canon City)
- 1950: The Lone Ranger (Fernsehserie, eine Folge)
- 1953: Peter Pan (Bewegungsmodell und Synchronstimme)
- 1959: Clutch Cargo (Fernsehserie, 59 Folgen)
- 1960/1961: Andy Griffith Show (Fernsehserie, zwei Folgen)
- 1962–1964: Space Angel (Fernsehserie, 49 Folgen)
- 1965: The 3 New Stooges (Fernsehserie, 48 Folgen)
- 1993: Public Access
- 2020: Before There Were Rings (Kurzfilm)